# Nhà máy sản xuất trực thăng Mil Moskva
Mil (tiếng Nga: Миль) là tên gọi tắt thông dụng của Nhà máy sản xuất trực thăng mang tên M. L. Mil Moskva (tiếng Nga: Московский вертолётный завод имени М. Л. Миля) (tiền tố phòng thiết kế Mi), một nhà sản xuất máy bay trực thăng từ thời Liên Xô cũ, được đặt tên theo công trình sư Mikhail Mil. Mil từng tham gia vào dự án liên doanh Euromil với Eurocopter.
Từ năm 2006, Mil đã hợp nhất với Kamov và Rostvertol để hình thành Tổ hợp Oboronprom. Thương hiệu Mil sẽ được giữ lại, dù tổ hợp mới sẽ bỏ bớt các dây chuyền chồng chéo.

## Các kiểu

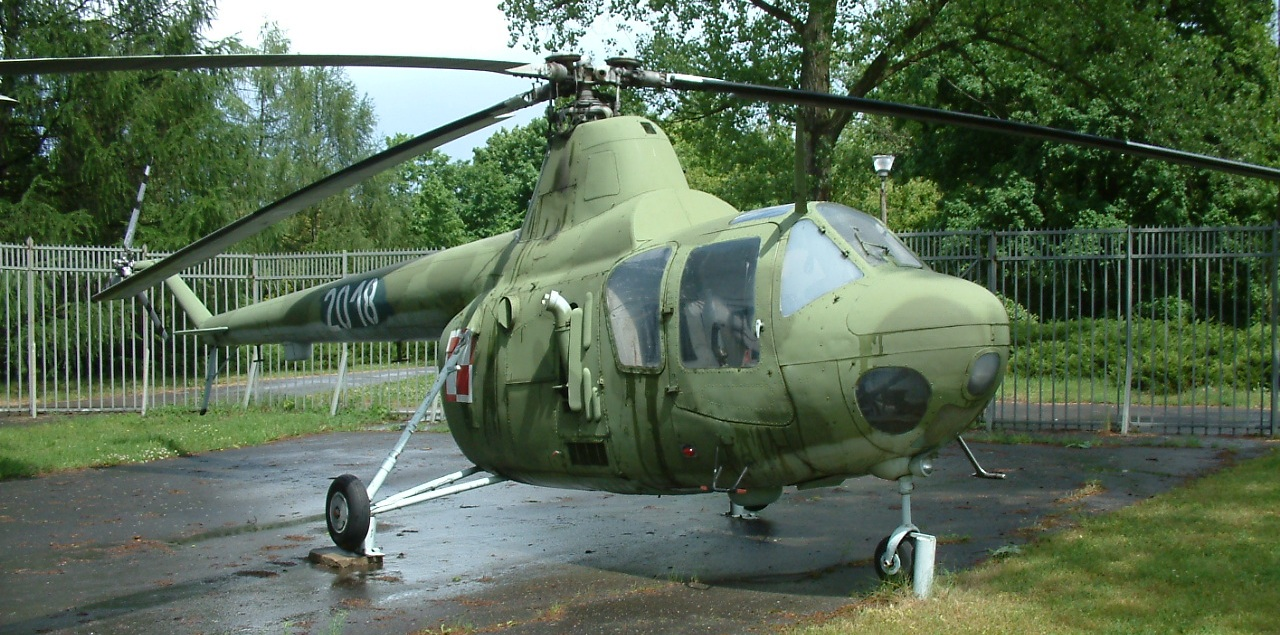
Mil Mi-1

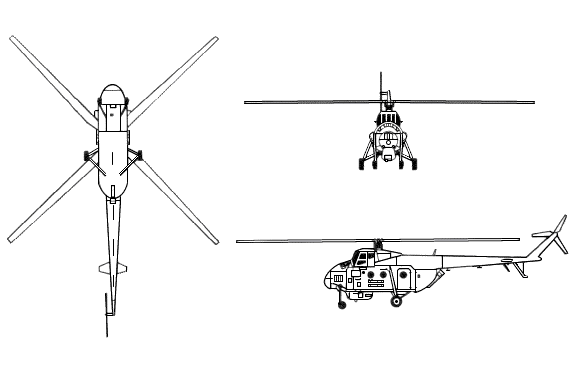
MIL Mi-4 HOUND

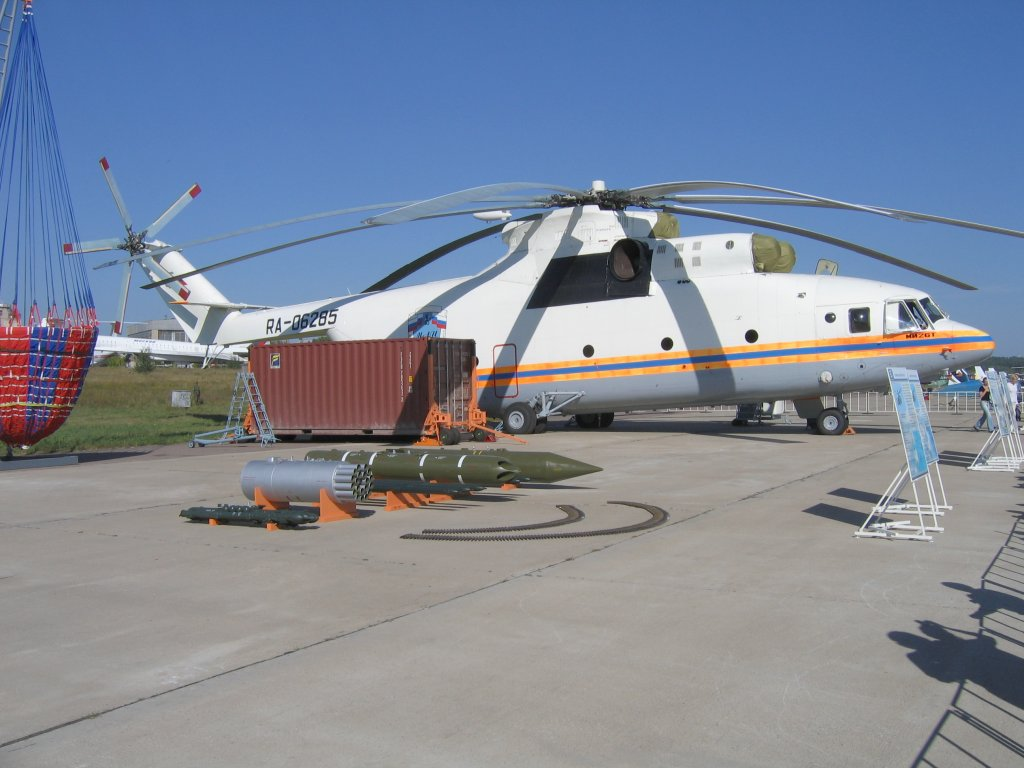
EMERCOM Mi-26T

- Mil Mi-1, 1948 - trực thăng đa nhiệm hạng nhẹ. Tên mã NATO Hare.
- Mil Mi-2, 1965 - trực thăng đa nhiệm hạng nhẹ. Tên mã NATO Hoplite.
- Mil Mi-3, 1964 - trực thăng thông dụng hạng nhẹ thử nghiệm
- Mil Mi-4, 1955 - trực thăng chống ngầm và vận tải. Tên mã NATO Hound.
- Mil V-5, 1959 - trực thăng vận tải động cơ turboshaft
- Mil Mi-6, 1957 - trực thăng vận tải hạng nặng. Tên mã NATO Hook.
- Mil V-7, 1959 - trực thăng thử nghiệm
- Mil Mi-8, 1968 - trực thăng đa nhiệm. Tên mã NATO Hip.
  - Danh sách các quốc gia sử dụng Mil Mi-8/17
- Mil Mi-9 - Biến thể chuyển tiếp thông tin và chỉ huy trên không của Mil Mi-8 Hip.
- Mil Mi-10, 1962-1963 - cần cẩu bay. Tên mã NATO Harke.
- Mil Mi-12 / V-12, 1967 - trực thăng thử nghiệm, đây là trực thăng lớn nhất thế giới. Tên mã NATO Homer.
- Mil Mi-14, 1978 - trực thăng chống tàu ngầm. Tên mã NATO Haze.
- Mil V-16, 1967 - trực thăng vận tải/chở hàng hạng nặng
- Mil Mi-17, 1974 - trực thăng vận tải. Tên mã NATO Hip.
  - Danh sách các quốc gia sử dụng Mil Mi-8/17
- Mil Mi-18, 1979 - chỉ có 2 mẫu thử
- Mil Mi-19, - biến thể chỉ huy trên không của Mil Mi-17 Hip.
- Mil Mi-20, 1966 - trực thăng siêu nhẹ
- Mil Mi-22 Hook-C - biến thể hỗ trợ chỉ huy của Mil Mi-6 Hook.
- Mil Mi-22 (1965), 1965 - đề án, không chế tạo
- Mil Mi-24, 1978 - trực thăng chiến đấu hạng nặng. Tên mã NATO Hind.
  - Biến thể Mil Mi-24
- Mil Mi-25, - phiên bản xuất khẩu của Mil Mi-24 Hind.
- Mil Mi-26, 1977 - trực thăng nặng nhất thế giới. Tên mã NATO Halo.
- Mil Mi-27 - biến thể chỉ huy trên không đề xuất của Mil Mi-26 Halo.
- Mil Mi-28, 1984 - trực thăng chiến đấu. Tên mã NATO Havoc.
- Mil Mi-30, đề án máy bay cất cánh thẳng đứng
- Mil Mi-32, 1982 - trực thăng siêu nặng, 3 động cơ, không chế tạo
- Mil Mi-34, 1986 - trực thăng hạng nhẹ. Tên mã NATO Hermit.
- Mil Mi-35 - phiên bản xuất khẩu của Mil Mi-24 Hind.
- Mil Mi-36, đề án
- Mil Mi-38, 2000 - trực thăng đa nhiệm
- Mil Mi-40, đề án, không chế tạo
- Mil Mi-42, đề án, không chế tạo
- Mil Mi-44, đề án, không chế tạo
- Mil Mi-46, đề án, không chế tạo
- Mil Mi-52, đề án, không chế tạo
- Mil Mi-54, 2010 - trực thăng đa nhiệm
- Mil Mi-58, đề án, không chế tạo
- Mil Mi-60, đề án, không chế tạo
- Mil Mi-115, đề án, không chế tạo
- Mil Mi-171 phiên bản của Mi-17
- Mil Mi-172 phiên bản của Mi-17
- Mil Mi-234 phiên bản của Mi-34
- Mil Mi-X1, đề án, không chế tạo
- Mil V-37, đề án, không chế tạo

Xem thêm: Danh sách các máy bay chiến đấu Liên bang Xô viết và CIS